# 설강화속
설강화속(Galanthus, 그리스어: gála "우유", ánthos "꽃")는 수선화과의 알뿌리 초본 식물의 한 작은 속으로, 약 20개의 종을 포함한다. 스노드롭(영어: snowdrop, common snowdrop), 설강화(雪降花)라고도 한다. 대부분 겨울에 춘분(북반구에선 3월 21일)이 오기 전 개화하며, 어떤 종은 이른 봄이나 늦가을에 꽃이 피기도 한다.

## 분포
갈란투스 니발리스(Galanthus nivalis)는 가장 잘 알려져 있고 널리 보급되어 있는 설강화속의 대표종이다. 유럽의 광대한 지역이 원산지로, 서부 피레네 산맥에서 프랑스와 독일을 거쳐 북쪽의 폴란드, 이탈리아, 북부 그리스까지 펼쳐져있다. 영국에 분포하는 것은 로마인들이 아마 16세기 초에 들여온 것이며, 다른 지역으로 널리 귀화되었다.
다른 설강화속 종들은 동부 지중해 연안에서 온 것이나 일부는 러시아 남부 및 조지아와 아제르바이잔에서도 발견된다. 갈란투스 포스테리(Galanthus fosteri)는 요르단, 레바논, 시리아, 터키 등이 원산이다.

## 보호
일부 스노우드롭 종은 야생의 서식 환경이 위협받고 있으며, 현재 많은 국가에서 야생 구근식물의 체집이 불법이다. CITES 협약 아래에서는 알뿌리이든 아니든, 산 것이든 죽은 것이든, 양에 관계없이 설강화속 식물의 국가간 거래는 CITES의 허가없인 불법이다. 이는 종으로 명명된 재배종과 잡종에도 적용된다. CITES는 그러하나, 터키와 조지아 산에서 야생 체집된 단 세 개 종(G. nivalis, G, elwesii and G. woronowii)에 제한하여 거래를 인정한다.

## 특징 및 생김새

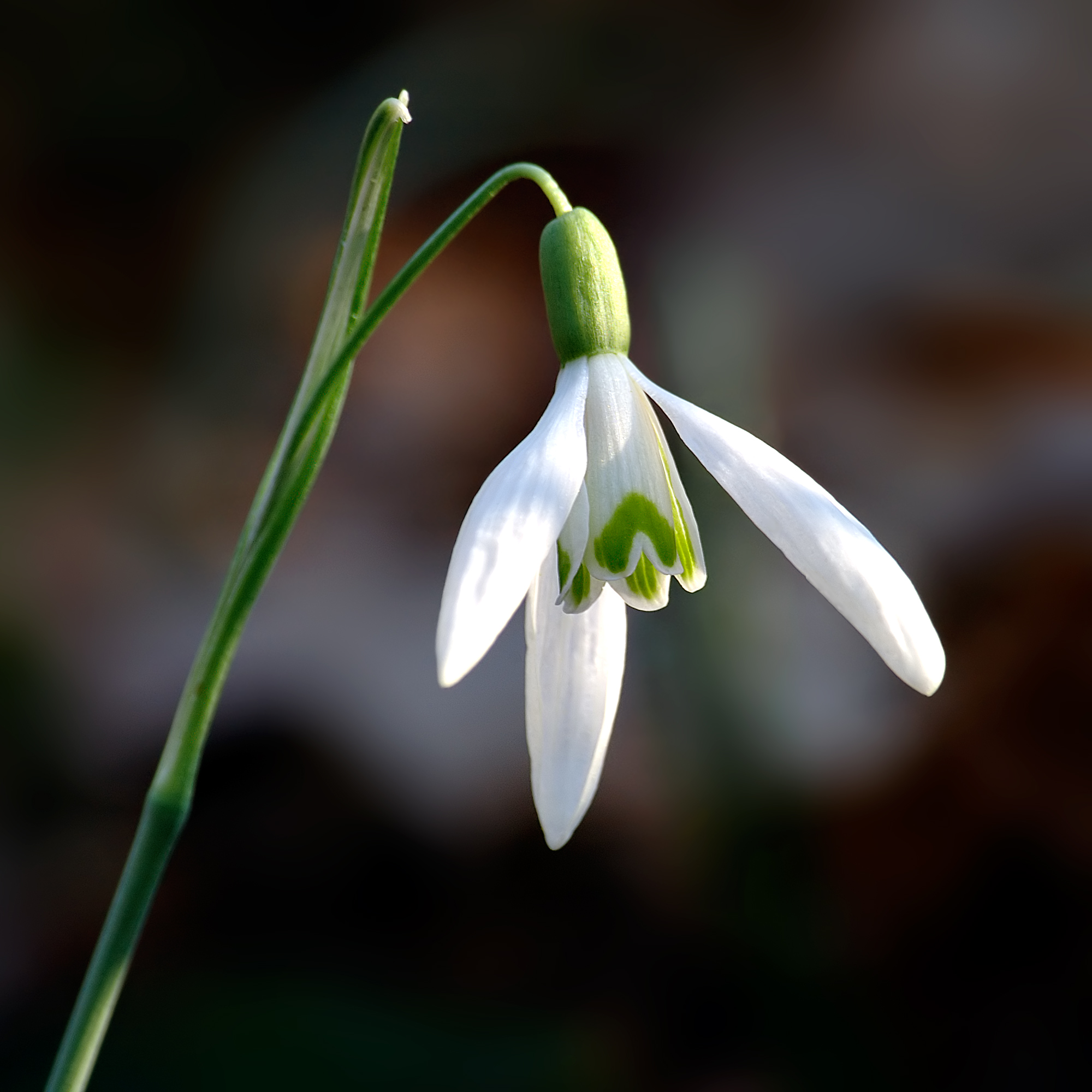
스노우드롭

모든 설강화속 종은 알뿌리를 가진 여러해살이풀이다. 각 알뿌리에는 대개 두세개의 선형잎과, 잎이 없고 곧은 꽃대가 달려있다. 꽃대에서는 얇은 막으로 연결된 두 쌍의 불염포 판이 난다. 그 사이의 가느다란 작은꽃자루에서 단일의 흰 꽃이 피며, 꽃은 아래로 드리워진 종 모양이다. 꽃잎은 없고, 여섯의 화피조각으로 이루어지는데 바깥쪽 셋이 안쪽 셋보다 더 크고 볼록하다. 여섯 꽃밥은 기공이나 실구멍에 의해 터진다. 3개로 구획된 씨방은 익어서 식과(食果)가 된다. 씨앗은 희끄무레하고, 끝에 달린 엘라이오솜(elaiosome)에는 씨앗을 운반하는 개미를 유혹하는 물질이 있다. 잎은 꽃이 시들고 몇 주 뒤 떨어진다.
꽃의 안쪽은 보면 세 화피조각 끝의 홈(sinus)에 대개 녹색이나 연두색의 하트 모양 얼룩이 찍혀있다.
설강화속 식물에서 "아형"(새 잎이 형성될 때 나타나는 상대적인 잎의 배열)은 서로 다른 종의 구별을 도와주고 잡종의 경우 그 혈통까지 결정짓는 중요한 특징이다. 이는 "평포형", "포선형", "전개형" 등이 될 수 있다. 평포형(平鋪形, applanate)은 눈 속에서 두 잎사귀가 서로에 대해 납작하게 눌려 있는 형태로 싹이 날 때에 보이며, 전개형(展開形, explicative)은 마찬가지로 두 잎이 서로 납작하게 눌려있으되 잎의 끝이 뒤로 접히거나 말린 형태이다. 마지막으로 포선형(包旋形, supervolute)은 눈 속에서 잎 하나가 다른 잎을 꽉 휘감고 있는 모양으로 대개 잎이 땅 속에서 나올 때 남는다.

### 주요 종들
- Galanthus nivalis. 흔히 참 스노드롭(Common snowdrop)이라고 함. 7~15 cm 높이까지 자란다. 북부의 온화한 지역에서는 1월에서 4월 사이, 야생에서는 1월에서 5월 사이에 개화한다. 평포형.
- Galanthus plicatus. 크림 스노드롭(Crimean snowdrop)이라고도 함. 30 cm 높이까지 자란다. 이삼월에 흰 꽃이 피며, 넓은 잎은 끝이 뒤로 접혀있다. 전개형.
- Galanthus elwesii. 자이언트 스노드롭(Giant snowdrop)이라고도 함. 레반트에 자생하며 높이 23 cm. 일이월에 큰 꽃이 피며, 안쪽 세 화피조각의 녹색 얼룩이 다른 종에 비해 특히 크고 이채롭다. 포선형.
- Galanthus reginae-olgae. 그리스와 시칠리아 원산이다. 모양새가 G. nivalis와 유사하나, 잎이 나기 전 가을에 꽃피운다. 잎은 봄에 나며, 윗면에 특유의 흰 줄무늬가 있다. 평포형.

## 사진첩
체코의 문호 카렐 차페크는 설강화를 ‘봄의 메시지’라고 예찬하며, “아무리 지혜로운 나무나 명예로운 월계수라 해도 찬 바람에 하늘거리는 창백한 줄기에서 피어나는 설강화의 아름다움에는 견줄 수 없다”라고 말한 바 있다.

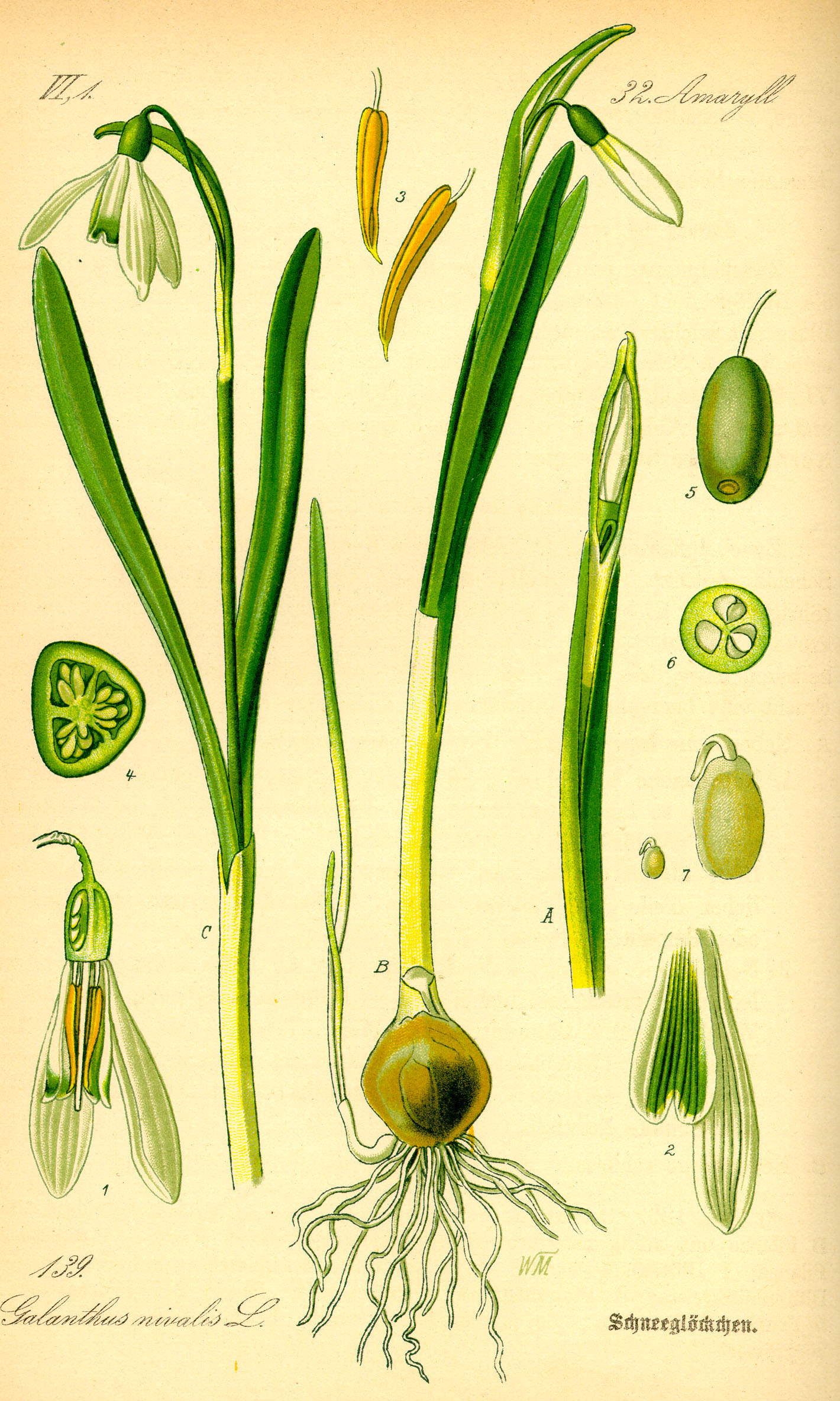
Thomé이 그린 삽화
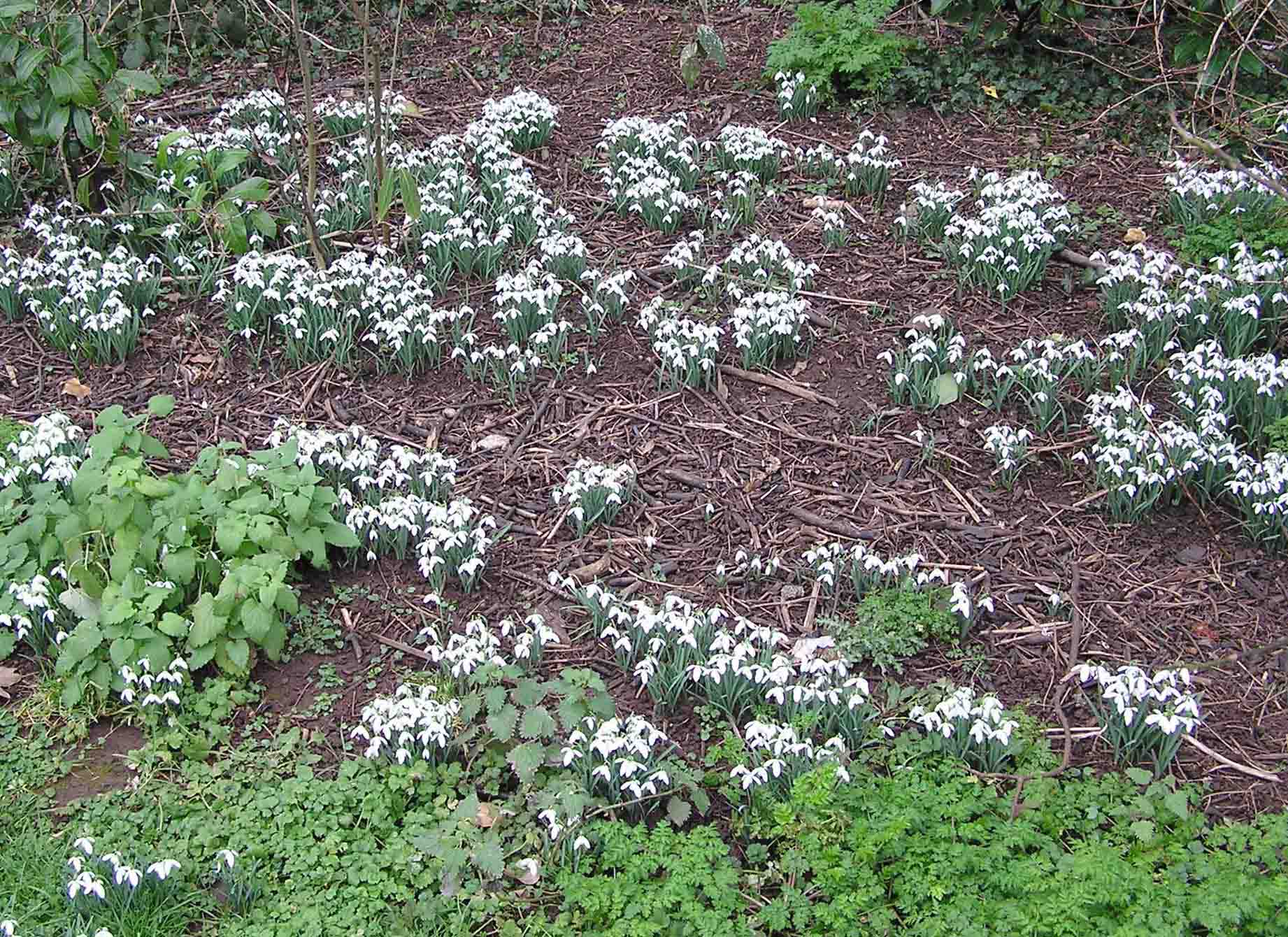
1월 영국의 스노우드롭
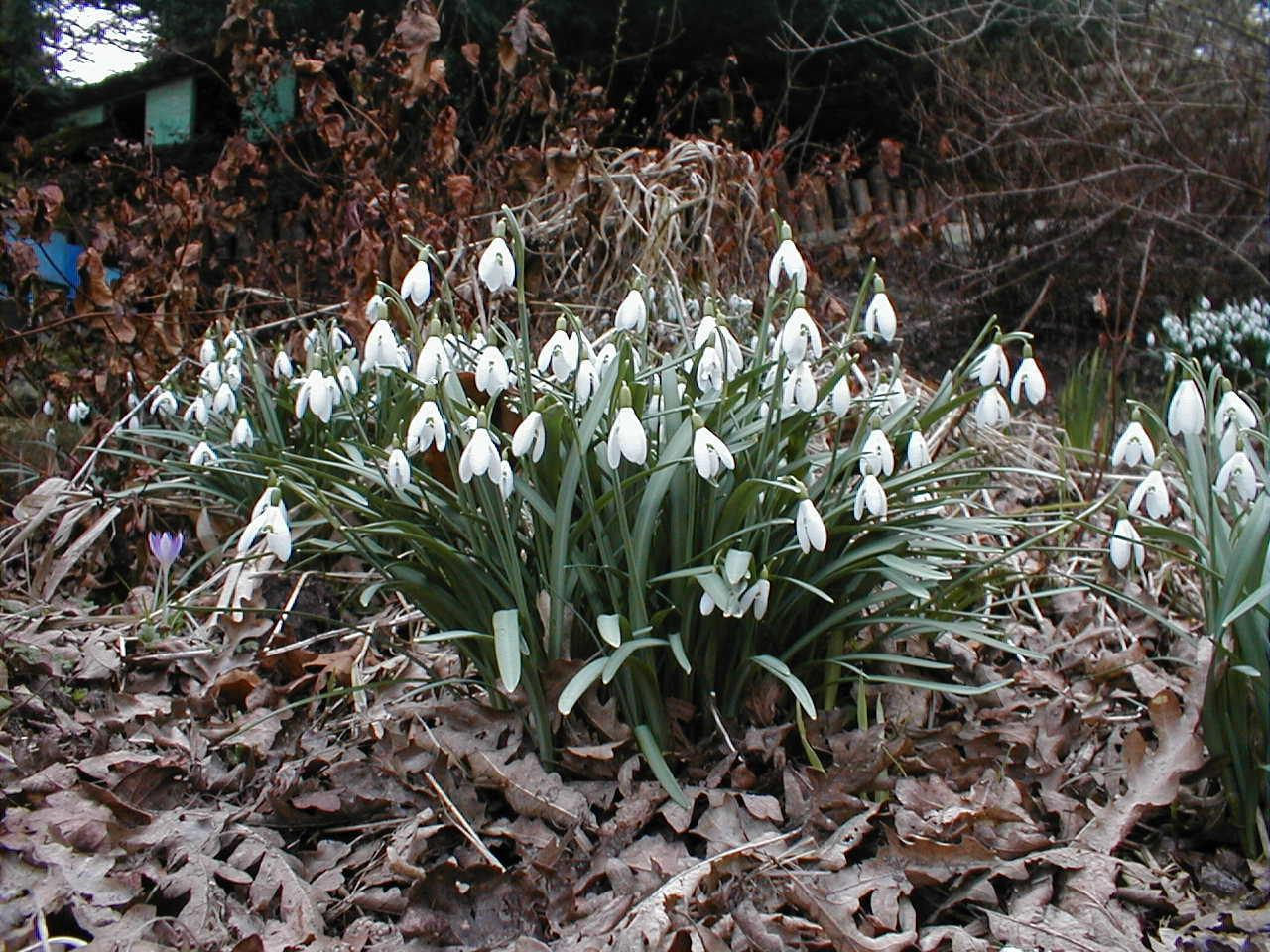
무리를 이루어 자라는 스노우드롭
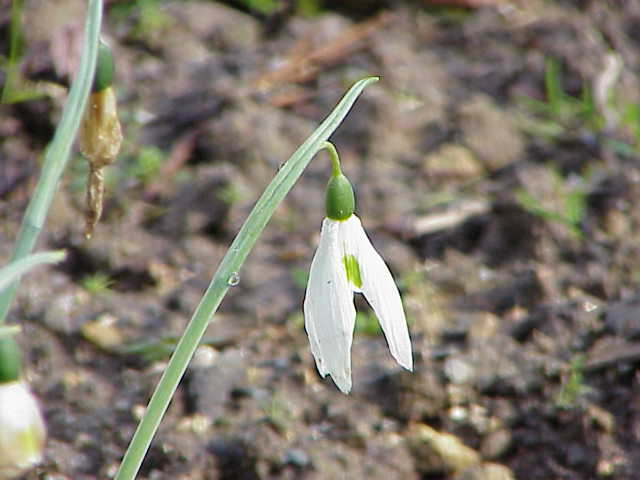
갈란투스 엘웨시(G. elwesii)
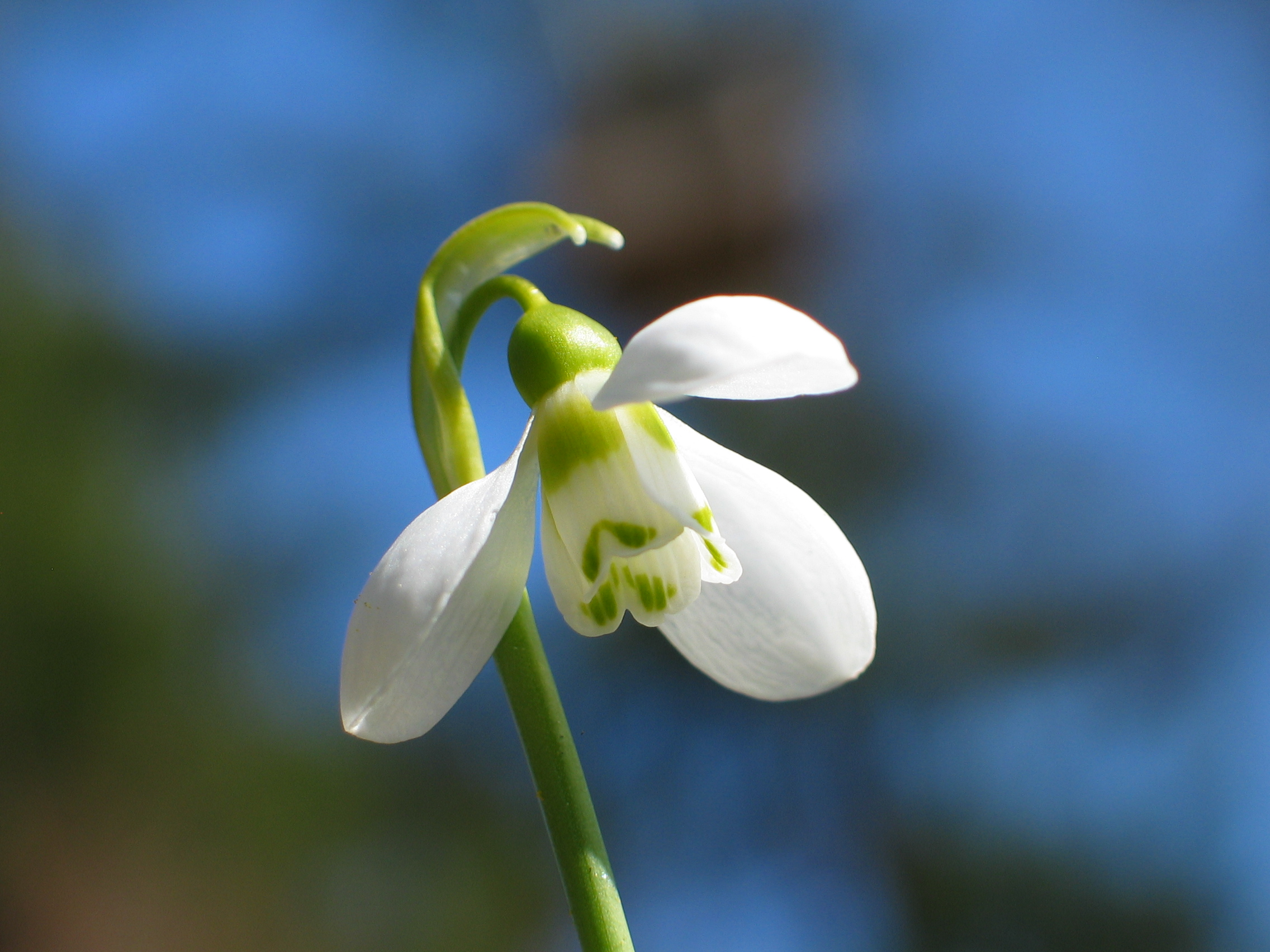
스노우드롭, 엘위시인 듯 하다
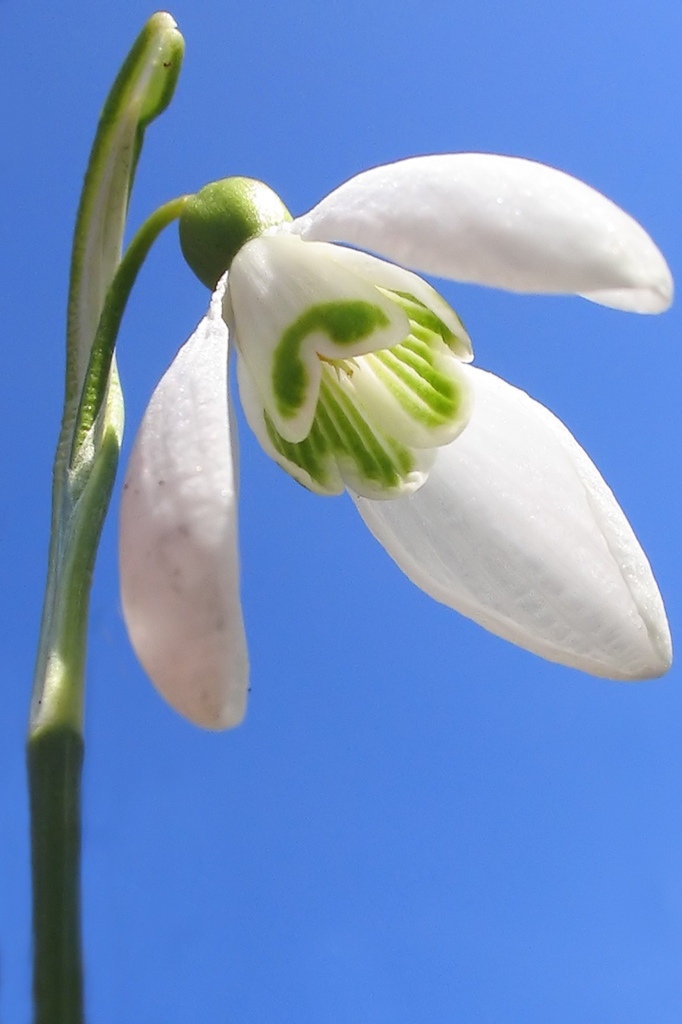
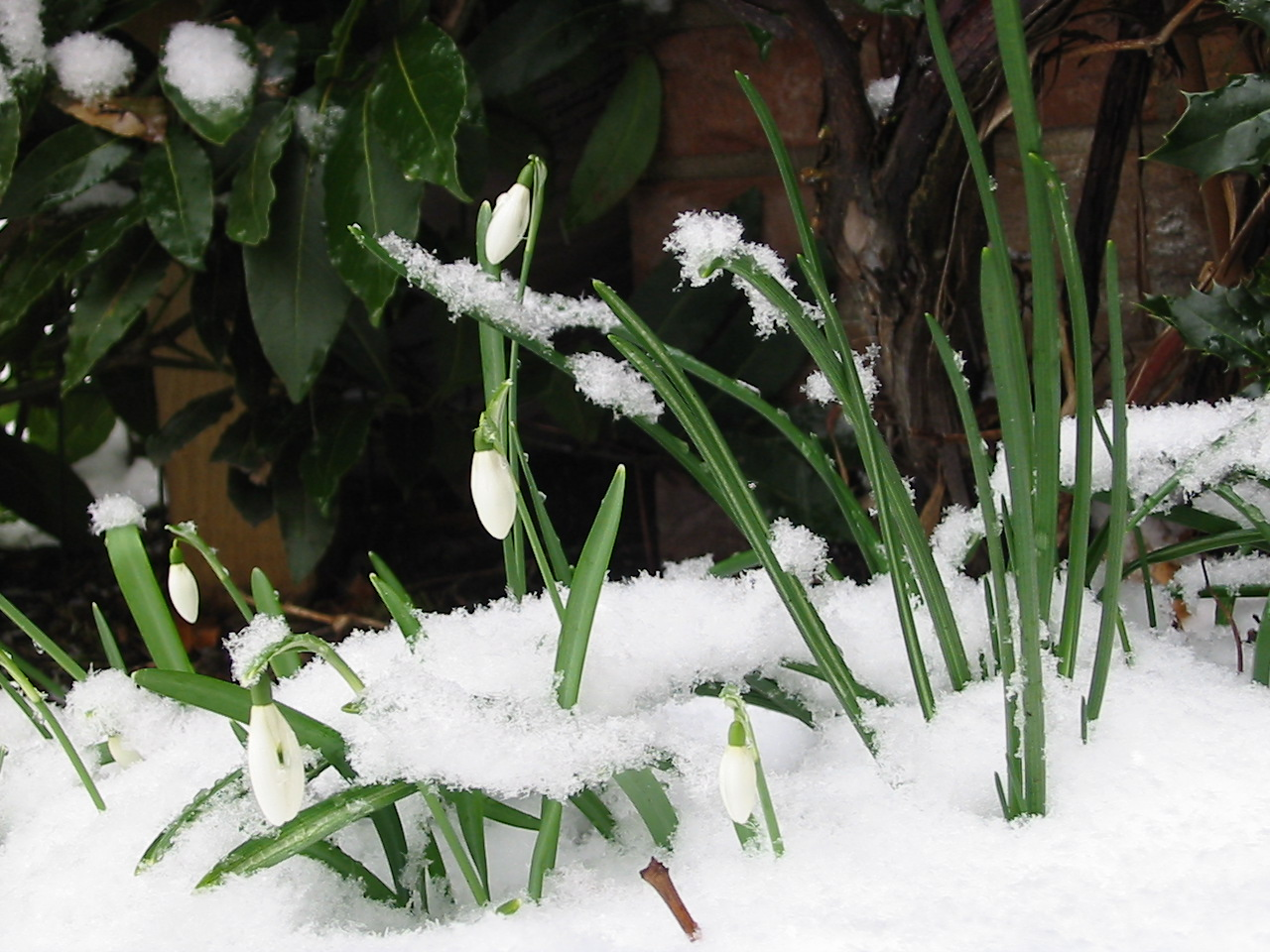
눈 속의 스노우드롭
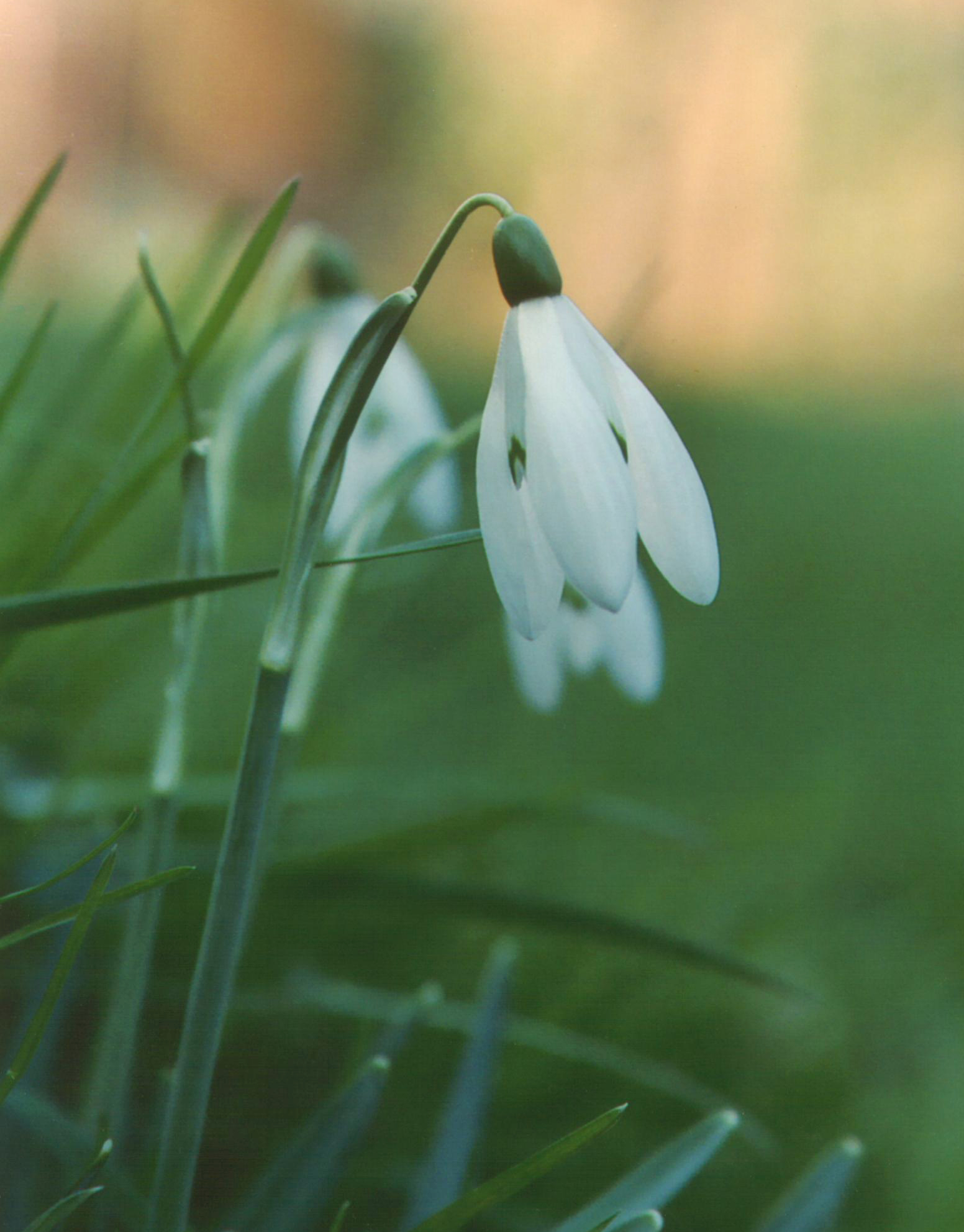

## 같이 보기
- 갈란타민

## 참고 문헌
1. ↑  
Matt Bishop, Aaron Davis, John Grimshaw (2001). 《Snowdrops : A Monograph of Cultivated Galanthus》. Griffin Press. 40쪽. ISBN 978-0-9541916-0-3.
2. ↑  Matt Bishop 外. 앞의 책. 341~343쪽.
3. ↑  Matt Bishop 外. 앞의 책. 7쪽.
4. ↑  Matt Bishop 外. 앞의 책. 1~2쪽

- Matt Bishop, Aaron Davis, John Grimshaw (2001). Snowdrops : A Monograph of Cultivated Galanthus. Griffin Press (ISBN 978-0-9541916-0-3)